# Gnarps distrikt
Gnarps distrikt är ett distrikt i Nordanstigs kommun och Gävleborgs län. Distriktet ligger omkring Gnarp i nordöstra Hälsingland. 

## Tidigare administrativ tillhörighet
Distriktet inrättades 2016 och utgörs av Gnarps socken i Nordanstigs kommun.
Området motsvarar den omfattning Gnarps församling hade 1999/2000.

## Tätorter och småorter
I Gnarps distrikt finns en tätort och fyra småorter.

### Tätorter
- Gnarp

### Småorter
- Gällsta
- Norrfjärden
- Storsveden
- Sörfjärden